# Đập Sankt-Peterburg
Khu Công trình Ngăn ngừa Lũ lụt Sankt-Peterburg (tiếng Nga: Комплекс защитных сооружений Санкт-Петербурга от наводнений, Kompleks zashchitnykh sooruzheniy Sankt-Peterburga ot navodneniy), tên không chính thức là Đập Sankt-Peterburg, là một tổ hợp đập nước kiểm soát lũ lụt có khoảng cách 25 km (16 dặm) so với thành phố Sankt-Peterburg, Nga. Đập kéo dài từ phía bắc của Lomonosov đến đảo Kotlin (thành phố Kronstadt), sau đó quay về phía đông đối với mũi Lisiy Nos gần Sestroretsk.
Khu phức hợp được thiết kế để bảo vệ Sankt-Peterburg khỏi sóng bão (storm surge) bằng cách tách vịnh Neva khoi phần còn lại của vịnh Phần Lan. Trong lịch sử, các sóng bão lớn mạnh từ vịnh đã gây ra hơn 300 đợt lũ lụt ở thành phố, một số trong đó đã gây ra hiệu ứng tàn phá hàng loạt. Đập này có khả năng bảo vệ thành phố khỏi nước dân lên đến 5 m (16 ft).
Việc xây dựng khu phức hợp phòng chống lụt bão bắt đầu vào năm 1978 và trở thành một trong những dự án xây dựng lâu dài nhất ở Nga. Sau khi dừng kéo dài trong những năm 1990 và đầu những năm 2000, công tác xây dựng đã được tiếp tục lại vào năm 2005 do sự can thiệp của Tổng thống Nga Vladimir Putin, một người gốc Sankt-Peterburg. Ông Putin cuối cùng đã khánh thành khu phức hợp thành vào năm 2011, khi tất cả các hạng mục ở phần phía nam của đập đã được hoàn thành, cùng với 1,2 km (0,75 dặm) dài đường hầm đường bộ dưới nước bên dưới các khóa phía nam chính, dài nhất dưới đường hầm ở Nga.
Hơn 30 cửa sập được lắp đặt xung quanh đập, một phần của một chương trình lớn hơn để làm sạch nước trong vịnh Neva, đường hầm đập cũng là phần cuối cùng hoàn thành đường vành đai Sankt-Peterburg. Phần phía bắc và phía nam của đập có vai trò như hai cây cầu khổng lồ và cung cấp việc đi lại dễ dàng từ đất liền ra đảo Kotlin và Kronstadt. 

## Thông số

Đập được xây qua vịnh Phần Lan, với đảo Kotlin ở giữa. Màu cam là khu vực thành phố Sankt-Peterburg.

Đập được xây qua vịnh Phần Lan, với đảo Kotlin ở giữa. Nó dài 25,4 km (15,8 mi) và cao 8 m (26 ft) trên mực nước. Nó có hai chỗ mở ra cho tàu bè lưu thông và đóng lại khi có lũ đe dọa. Việc xây dựng bắt đầu vào năm 1980 và bị dừng trong giai đoạn khủng hoảng kinh tế thập niên 1990. Đập này ngoài chức năng ngăn lũ còn tạo ra tuyến đường bộ đường vành đai Sankt-Peterburg.